# Solidarités nouvelles pour le logement
Solidarités Nouvelles pour le Logement (SNL) est un mouvement associatif fondé en 1988 qui rassemble des citoyens qui s’engagent localement pour lutter contre les problèmes de logement en Ile-de-France.

## Historique

### Création
Solidarités Nouvelles pour le Logement naît en 1988, à Paris, à l’initiative de Denis et Brigitte Primard avec quelques proches.  
En 1990, la loi Besson favorise l'essor de SNL. C'est à cette période que Étienne Primard, jeune frère de Denis, rejoint le mouvement en commençant à animer un réseau en Essonne(91). Contrairement à une légende persistante Étienne Primard ne fait, donc, pas partie des cofondateurs de SNL.  

Les deux frères étaient alors responsables de PME du bâtiment. Avec leur entourage, les Primard font un double constat : le logement est essentiel dans le parcours des personnes en difficulté alors que le manque de logements aux loyers adaptés à des ressources faibles ou précaires est criant. Ils décident d’agir avec d’autres, afin d’ouvrir l’accès au logement à des personnes qui s’en trouvent exclues. Cette motivation initiale sera explicitée dans la future charte de SNL : 

« Habiter est une nécessité première. Beaucoup n'ont plus où habiter. »

Quelques habitants du XIXe arrondissement de Paris constituent le premier Groupe local de solidarité qui achète un premier logement, financé à 100 % avec des dons. À partir de 1990, Solidarités Nouvelles pour le Logement connaît un fort développement, bénéficiant de la loi Besson qui ouvre aux associations le droit à des subventions publiques pour le logement social. Les dons collectés (10 à 25 % du coût de chaque opération immobilière) par les Groupes locaux de solidarité permettent, par un effet de levier, de mobiliser 60 à 75 % de subventions ; le tout étant complété par des prêts à long terme.
Dans le cadre d’un appel à projets sur le logement des personnes les plus défavorisées, Solidarités nouvelles pour le logement reçoit un prix du ministère du Logement en 1995. La même année, elle est reconnue par l’État « association de bienfaisance ». Elle crée SNL-PROLOGUES, coopérative foncière destinée à l’acquisition des logements.

### Structuration et développement de l'association
En 1997, Solidarités nouvelles pour le logement se scinde en associations départementales. Les asociations départementales sont membres de SNL Union et actionnaires de SNL Prologues.
En mars 2009, la loi Molle (dite aussi « loi Boutin ») instaure la mise en place d’agréments pour les acteurs associatifs de maîtrise d’ouvrage d’insertion.

### Maîtrise d'ouvrage d'insertion pour d'autres associations
Solidarités Nouvelles pour le Logement décide alors d’ouvrir l’action de sa coopérative au portage de projets d’associations qui n’obtiendraient pas l’agrément. Prologues devient SNL-PROLOGUES.
En parallèle, les associations Solidarités Nouvelles pour le Logement s’engagent fortement au sein de la FAPIL Ile-de-France (Fédération des associations pour la promotion et l’insertion par le logement) et collaborent étroitement avec la Fondation Abbé Pierre, pour que de telles solutions de portage puissent être proposées partout où elles s’avèrent  nécessaires.  
Les premiers projets pour tierces associations voient le jour en 2015, à Pussay, pour l'association des Lieux de Vie Essonniens (ALVE). En 2016, l'association construit pour Les amis d'Emmaüs, 4 logements destinés à des étudiants, à Bures-sur-Yvette. En 2019 l'association normande Néologis rejoint la foncière et un premier projet (ancien presbytère, 5 logements) est engagé à Quillebeuf sur Seine (27).

## La démarche Solidarités Nouvelles pour le Logement
Solidarités Nouvelles pour le Logement rassemble des citoyens qui s’engagent localement pour lutter contre le mal logement. 
Réunis à l’échelle d’une ville ou d’un quartier, ils forment un Groupe local de solidarité. Avec le soutien des permanents de l'association, ils mettent en œuvre une démarche en 4 points:
- Contribuer à la création de logements.
- Louer des logements à des personnes en situation de précarité
- Accompagner les locataires dans une logique de proximité et de solidarité de voisinage. Chaque locataire est ainsi accompagné par deux bénévoles et un travailleur social, pour favoriser une meilleure appropriation du logement et de son environnement[6]; par ailleurs les locataires sont membres de l'association et sont invités à s'investir dans ses actions.
- Trouver avec les locataires des solutions de relogement durable, dans le parc locatif de droit commun.

Bénévoles, locataires et salariés se donnent également pour mission la promotion du droit au logement. Ainsi, SNL est membre de la Fapil, (Fédération des associations pour la promotion et l'insertion par le logement): créée en 2002, son action a contribué à l'adoption le 5 mars 2007 de la loi sur le droit au logement opposable (DALO).

## Le mode de financement des logements loués par SNL
Le loyer très modéré qui est demandé aux locataires (6 euros du mètre carré, conforme aux barèmes des logements sociaux PLAI) est une source de revenus mais ne permet pas d'investir pour l'acquisition de nouveaux logements. La constitution d'un parc immobilier de plusieurs centaines de logements a été rendue possible en articulant des dons d'origine privée et un financement public.
Il revient aux groupes locaux de rechercher des donateurs, généralement dans la commune du groupe local. Les fonds propres ainsi constitués vont représenter 10 % du coût global d'une opération. Chaque donateur apporte 300 euros en moyenne. L'association SNL du département intervient ensuite pour compléter le financement du logement:
- en mobilisant des aides publiques en provenance des communes, des départements, et de l'État, à hauteur de 80 % du coût de l'opération ;
- en contractant un emprunt qui couvre les 10 % restants.

Pour que la responsabilité patrimoniale soit mieux identifiée, à la demande de la Caisse des dépôts et consignations (CDC) et des pouvoirs publics, une coopérative foncière, SNL-Prologues, a été créée pour porter la propriété des logements et assurer la maitrise d'ouvrage dans les différents départements. Sa gouvernance est maîtrisée par les associations SNL et son capital est composé des apports associatifs, des investissements institutionnels notamment liés à son agrément ESUS (Entreprise solidaire d'utilité sociale) label Finansol, ainsi que des apports de particuliers solidaires via la plateforme Investirsolidaire.fr 
SNL peut également être considérée comme relevant de la microfinance. En effet, par l'accompagnement social qu'elle offre, elle favorise la constitution d'une épargne par chaque locataire.

## Prix et distinctions
1995 : 
- Prix du Ministère du Logement.

2012 :   
- Prix de la finance solidaire (Finansol)[11]
- Prix de "l’Entrepreneur social" décerné à Étienne Primard, ancien directeur de SNL91, par le Boston Consulting Group (cabinet de conseil en stratégie de développement) et la Fondation Schwab[12].

2015 : 
- L'association est Lauréate de La France s'engage et reçoit un soutien triennal pour son développement[13].
- 12 logements à haute performance énergétique livrés à Saint-Denis, récompensés par plusieurs prix : celui du Conseil Départemental du 93 [14], et le Prix de l'Union Nationale des Syndicats Français d’Architectes (UNFSA).